# Of Beauty and Rage
Of Beauty and Rage è il quinto album in studio del gruppo musicale rock statunitense dei Red, pubblicato nel febbraio 2015. L'album ha ricevuto critiche positive ed apprezzamenti. Segna una vera svolta rispetto al precedente Release the Panic. Nell'album sono presenti ben 13 archi ed è stato minuziosamente curato. Si va dai più potenti e disperati scream ad una dolcezza malinconica e melodica.

## Tracce
1. Descent
2. Impostor
3. Shadow and Soul
4. Darkest Part
5. Fight to Forget
6. Of These Chains
7. Falling Sky
8. The Forest
9. Yours Again
10. What You Keep Alive
11. Gravity Lies
12. Take Me Over
13. The Ever
14. Part That's Holding On
15. Ascent